# Birnbaum (Gerhardshofen)
Birnbaum ([ˈbɪʁnˌbaʊ̯m] ) ist ein Gemeindeteil der Gemeinde Gerhardshofen im Landkreis Neustadt an der Aisch-Bad Windsheim (Mittelfranken, Bayern). Die Gemarkung Birnbaum hat eine Fläche von 2,985 km². Sie ist in 514 Flurstücke aufgeteilt, die eine durchschnittliche Fläche von 5807,96 m² haben.

## Geografie
Durch das Dorf fließt der Reisigbach, ein rechter Zufluss der Aisch. Im Südosten liegen die Reisigbachteiche. Etwa 500 Meter südlich liegt das Wirtsholz, im Nordwesten liegt der Lerchenhügel. Die Staatsstraße 2259 führt nach Gerhardshofen zur Bundesstraße 470 (2 km westlich) bzw. nach Rezelsdorf (4 km östlich). Die Staatsstraße 2414 führt nach Dachsbach ebenfalls zur B 470 (1,7 km nordwestlich) bzw. an Willmersbach und dem Kleehof vorbei nach Hohholz (3,7 km südlich). Eine Gemeindeverbindungsstraße führt nach Linden (1,2 km östlich).

## Geschichte
Der Ort wurde im Lehenbuch des Hochstifts Würzburg, das im Zeitraum zwischen 1303 und 1317 entstand, als „Birbaum“ erstmals schriftlich erwähnt. Lehensträger waren zu dieser Zeit Sitzo Mumler (ein Lehen) und Arnold von Dachsbach (zwei Huben, ein Lehen, ein Wald und den Zehnten des Ortes). In der Folge fiel der Ort an die Burggrafschaft Nürnberg. Im burggräflichen Salbuch von 1361/64 wurde der Ort als „Pirpaum“ erwähnt. Er unterstand dem burggräflichen Amt Dachsbach. 1422 wurde der Ort „Pirpawm“ genannt, 1433 „Pirpamm“ und 1601 „Bierbaum“. Von 1462 bis ins 16. Jahrhundert residierten die Herren von Aurach(er). Im Anschluss wurden die Herren von Crailsheim Dorfherren, dann Schenk von Siemau, 1635 der kaiserliche Rittmeister (Bleymann bzw.) Bleimann von Löwenburg und danach die Herren von Wildenstein. Im Dreißigjährigen Krieg wurde Birnbaum im Herbst 1631 geplündert und 1632 nochmals überfallen. Die Markgrafen beauftragten den Hauptmann Bleimann mit der Wiederherstellung des zerstörten Schlosses. Es wurde zum Schutzort für viele, unter anderem für den Pfarrer Veit vom Berg (1612–1675), den „Helden im Kirchenrock“.
Gegen Ende des 18. Jahrhunderts gab es in Birnbaum 37 Anwesen. Das Hochgericht übte das brandenburg-bayreuthische Kasten- und Jurisdiktionsamt Dachsbach aus, die Dorf- und Gemeindeherrschaft hatte die brandenburg-bayreuthische Verwaltung Birnbaum. Grundherren waren die Verwaltung Birnbaum (32 Anwesen: Schloss, 1 Mühle, 1 Hammerschmiede, 1 Wirtshaus, 1 Schmiede, 1 Gut, 14 Gütlein, 2 Halbgütlein, 2 Häuser, 4 Halbhäuser, 4 Häuslein) und das Würzburgische Juliusspital-Verwalteramt Burgbernheim (4 Güter, 1 Wirtshaus).
Von 1797 bis 1810 unterstand der Ort dem Justizamt Dachsbach und Kammeramt Neustadt. 1810 kam Birnbaum an das Königreich Bayern. Im Rahmen des Gemeindeedikts wurde Birnbaum 1811 dem Steuerdistrikt Dachsbach zugeordnet. 1813 wurde der Steuerdistrikt Birnbaum gebildet, zu dem Arnshöchstädt, Emelsdorf, Göttelbrunn, Gottesgab, Kästel, Kleehof, Linden, Peppenhöchstädt, Rohensaas, Sintmannsbuch, Traishöchstädt, Wiesenmühle, Willmersbach und Ziegelhütte gehörten. Im selben Jahr entstand die Ruralgemeinde Birnbaum, zu der Emelsdorf, Kleehof, Linden, Sintmannsbuch, Wiesenmühle, Willmersbach und Ziegelhütte gehörten. Mit dem Zweiten Gemeindeedikt (1818) wurde die Ruralgemeinde aufgespalten in
- Ruralgemeinde Birnbaum mit Wiesenmühle;[9][10]
- Ruralgemeinde Kästel mit Emelsdorf, Linden und Sintmannsbuch;
- Ruralgemeinde Willmersbach mit Ziegelhütte;
- Kleehof zur Ruralgemeinde Gerhardshofen.

Die Ruralgemeinde Birnbaum war in Verwaltung und Gerichtsbarkeit dem Landgericht Neustadt an der Aisch zugeordnet und in der Finanzverwaltung dem Rentamt Neustadt an der Aisch (1919 in Finanzamt Neustadt an der Aisch umbenannt, seit 1972 Finanzamt Uffenheim). Ab 1862 gehörte Birnbaum zum Bezirksamt Neustadt an der Aisch (1939 in Landkreis Neustadt an der Aisch umbenannt). Die Gerichtsbarkeit blieb beim Landgericht Neustadt an der Aisch (1879 in das Amtsgericht Neustadt an der Aisch umgewandelt). Die Gemeinde hatte 1964 eine Gebietsfläche von 3,018 km².
Am 1. Juli 1971 wurde Birnbaum im Zuge der Gebietsreform in Bayern nach Gerhardshofen eingemeindet.

### Baudenkmäler
In Birnbaum gibt es drei Baudenkmäler:
- Haus Nr. 3: Wohnstallhaus mit Nebengebäude
- Haus Nr. 6: Ehemaliges Schloss
- Haus Nr. 7: Gasthaus zum Alten Schloss

ehemaliges Baudenkmal
- Haus Nr. 42: Zweigeschossiges Walmdachhaus des 18. Jh. Erdgeschoss mit geputzt genuteten Ecklisenen. Im Türsturz (umgearbeitet) „18 J“(ohann) „H“(ack) „91“. Profiliertes Holztraufgesims.[16]

### Einwohnerentwicklung
| Jahr      | 1818   | 1840   | 1852   | 1855   | 1861   | 1867   | 1871   | 1875   | 1880   | 1885   | 1890   | 1895   | 1900   | 1905   | 1910   | 1919   | 1925   | 1933   | 1939   | 1946   | 1950   | 1952   | 1961   | 1970   | 1987   | 2016   | 2020  |
| Einwohner | 295    | 362    | 328    | 308    | 316    | 326    | 327    | 325    | 300    | 278    | 260    | 259    | 257    | 251    | 248    | 225    | 229    | 220    | 192    | 279    | 288    | 271    | 229    | 218    | 261    | 409    | 424   |
| Häuser    | 64     | 46     |        |        |        |        | 57     |        |        | 59     | 59     |        | 52     |        |        |        | 50     |        |        |        | 51     |        | 54     |        | 71     |        |       |
| Quelle    | [ 18 ] | [ 19 ] | [ 20 ] | [ 20 ] | [ 21 ] | [ 22 ] | [ 23 ] | [ 24 ] | [ 25 ] | [ 26 ] | [ 27 ] | [ 20 ] | [ 28 ] | [ 20 ] | [ 29 ] | [ 20 ] | [ 30 ] | [ 20 ] | [ 20 ] | [ 20 ] | [ 31 ] | [ 20 ] | [ 12 ] | [ 32 ] | [ 33 ] | [ 34 ] | [ 2 ] |

## Religion
Birnbaum ist seit der Reformation evangelisch-lutherisch geprägt und bis heute nach St. Peter und Paul (Gerhardshofen) gepfarrt.